# Почти серьёзно
«Почти серьёзно» — книга воспоминаний артиста цирка и кино
Юрия Никулина.

## История создания
По словам самого Юрия Никулина, написать книгу воспоминаний ему предложила Наталья Варлей на съёмках фильма «Кавказская пленница». Никулин поначалу воспринял эту идею скептически, сославшись на нехватку времени. Однако через несколько лет журналист Владимир Шахиджанян добился интервью с Юрием Никулиным, написал о нём очерк для журнала «Искусство кино», а затем и договорился с Никулиным о начале совместной работы над книгой.
Владимир Шахиджанян в своей статье «Мой Ю. В. Никулин» вспоминает диалог с артистом:

— Как мы будем работать?
— Очень просто. Я буду задавать вопросы. Вы будете отвечать. Потом расшифруем записи. Начнем все сводить.

Работа над книгой длилась семь лет, в течение которых Шахиджанян почти ежедневно встречался с Никулиным и записывал его речь, для чего также и сопровождал Никулина на гастролях.
Книга была опубликована в 1976 году в журнале «Молодая гвардия», в 1979 году — отдельной книгой, и в общей сложности переиздавалась не менее пятнадцати раз.
Многие издания книги, начиная с первого, были проиллюстрированы рисунками, выполненными самим Юрием Никулиным. В издании 2009 года (серия «Актёрская книга») этих рисунков нет, однако в него включено более ста фотографий.
Издание 2023 года дополнено письмами Юрия Никулина матери, написанными в основном с гастролей за рубежом. В этом издании книга получила видоизменённое название — «Почти серьёзно… и письма к маме».

## Содержание
В книге «Почти серьёзно» Юрий Никулин рассказывает о своём жизненном и творческом пути, о специфике профессии артиста цирка и кино.
Книга состоит из нескольких разделов, в основном (кроме первого) следующих в хронологическом порядке:

#### День клоуна
Юрий Никулин описывает свой обычный в 1970-е годы рабочий день. День клоуна Никулина — крайне насыщенный: «[В списке дел на день] примерно двадцать пунктов, и если к концу дня зачеркну половину — и то хорошо». Никулин выступает в цирке и различных организациях по приглашению, репетирует, занимается сопутствующими рабочими и семейными хлопотами.

#### Как я учился ходить
Юрий Никулин рассказывает о своём детстве: первом посещении цирка, родителях и жилище, учёбе в школе, дворовых друзьях, детских артистических опытах. Попутно даётся множество описаний быта москвичей в 1920—1930-х годах.

#### Семь долгих лет
Юрий Никулин в неполных восемнадцать лет отправляется на срочную службу в Красную армию, в артиллерийские войска. Участвует в советско-финской войне; скорой же его демобилизации помешала Великая Отечественная война. Никулин рассказывает об эпизодах фронтовой жизни, о блокаде Ленинграда, о боях и потерях, а также об успешном опыте участия в армейской самодеятельности. Победу Никулин и его сослуживцы встречают в Латвии.

#### Привыкаю к мирной жизни
Никулин рассказывает о своём долгожданном возвращении из армии и последовавших за ним многочисленных, но неудачных попытках поступления в различные творческие учебные заведения. Так, на экзаменах во ВГИК режиссёр Сергей Юткевич предрекает Никулину отсутствие перспектив для работы в кино:

– Знаете, товарищ Никулин, в вас что-то есть, но для кино вы не годитесь. Не тот у вас профиль, который нам нужен. Скажем вам прямо: вас вряд ли будут снимать в кино. Это мнение всей комиссии.

#### С чего начинаются клоуны
Юрий Никулин поступает в студию клоунады (студию разговорных жанров) при Московском цирке на Цветном бульваре и рассказывает о своих однокурсниках, дисциплинах и преподавателях. В 1948 году Никулин впервые выступает на манеже с клоунадой, оканчивает студию и получает диплом.

#### Как я стал клоуном
Став дипломированными артистами цирка, Никулин и его товарищ Борис Романов присоединяются в качестве ассистентов к популярнейшему советскому клоуну Карандашу, под началом которого проходят непростую школу, получают ценный опыт цирковой работы на гастролях по СССР. Романова через полгода сменяет Михаил Шуйдин, но ещё через год Шуйдин и Никулин уходят от Карандаша, приняв решение выступать клоунским дуэтом с собственным репертуаром.

#### Клоуна надо видеть
После разрыва с Карандашом Никулин и Шуйдин работают в Московском цирке в экспериментальной клоунской группе, организованной по инициативе директора цирка Н. С. Байкалова. Эксперимент с группой клоунов в целом оказался неудачным, но вместе с тем Юрий Никулин использует время, проведённое в Москве, для наблюдения за работой тогдашних цирковых звёзд (Константина Бермана, Арнольда Арнольда, братьев Лавровых, Алексея Сергеева) и подготовки собственного клоунского репертуара (в клоунадах принимает участие и его жена Татьяна).

#### Жизнь на колёсах
Юрий и Татьяна Никулины вместе с Михаилом Шуйдиным начинают работать на гастролях по всей стране, а позднее — и за рубежом. Пять лет Никулин гастролирует с коллективом дрессировщика Валентина Филатова, а затем попадает в Ленинградский цирк (художественный руководитель Г. С. Венецианов), где вместе с Михаилом Шуйдиным осваивает амплуа ковёрного клоуна. Отдельно Никулин подробно рассказывает о своих зарубежных гастролях.

#### Наш второй дом
Никулин рассказывает о Московском цирке, о его истории, о людях самых разных профессий, работающих в нём: артистах, режиссёрах, реквизиторах, кассирах, костюмерах, униформистах и пр.

#### Моё любимое кино
Юрий Никулин описывает свою работу в кино — от первых опытов съёмок в массовке и эпизодах до вершин своей актёрской карьеры в фильмах Леонида Гайдая, главных ролей в фильмах «Когда деревья были большими» и «Ко мне, Мухтар!», работы с режиссёрами Андреем Тарковским, Алексеем Германом, Сергеем Бондарчуком.

#### Снимаем обыкновенную шляпу с необыкновенной головы
Раздел начинается с того, что Никулин выслушивает резкое критическое замечание от зрителя, посчитавшего работу Никулина в цирке недостойной его артистического таланта. Далее Юрий Никулин, заочно полемизируя со своим критиком, рассуждает о важности циркового и клоунского искусства, ценности работы клоуна для публики. В завершение книги Никулин рассказывает о своей работе директором Московского цирка на Цветном бульваре, о реконструкции здания цирка, проходившего с 1985 по 1989 годы.